# Joaquim de Seabra Pessoa

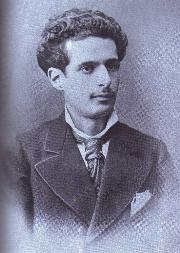
Retrato Fotográfico

Joaquim de Seabra Pessoa (Sé, Lisboa, 28 de Maio 1850 — Mártires, Lisboa, 13 de Julho de 1893) foi um crítico musical português, conhecido por ser pai do ilustre escritor e poeta Fernando Pessoa. Era filho do general Joaquim António de Araújo Pessoa (Santa Maria, Tavira, 15 de Fevereiro de 1813 - Madalena, Lisboa, 6 de Agosto de 1885), que se destacou nas Guerras Liberais, tendo sido premiado, entre outras condecorações, com a Real Ordem Militar da Torre e Espada, e de sua mulher D. Dionísia Rosa Estrela de Seabra Pessoa (Santa Engrácia, Lisboa, 17 de Junho de 1823 - Lapa, Lisboa, 6 de Setembro de 1907). Uma sua prima-irmã foi feita 1.ª Baronesa de Paulo Cordeiro.[carece de fontes?]

## Biografia
Pessoa era funcionário do Ministério da Justiça e trabalhava à noite na redação do Diário de Notícias. Possuía vocação para a arte e a literatura, sendo um apaixonado pela música. Foi no Diário de Notícias que exerceu a sua crítica musical, tendo publicado também um folheto sobre O Navio Fantasma, do compositor alemão Richard Wagner.
Casou com Maria Magdalena Pinheiro Nogueira Pessoa a 5 de Setembro de 1887[carece de fontes?] na Igreja de Santos-o-Velho, em Lisboa. Ficando ambos a residir com a sua viúva mãe Dionísia, que era doente mental e duas empregadas de longa data, Emília e Joana, no quarto andar, número 4, do Largo de São Carlos. Foi nessa mesma casa que nasceram os filhos Fernando a 13 de Junho de 1888 e Jorge a 21 de Janeiro de 1893.
Joaquim de Seabra Pessoa faleceu pelas 5 horas da manhã do dia 13 de Julho de 1893, freguesia dos Mártires, de Lisboa, onde residia no Largo de São Carlos. Tinha 43 anos e foi vitimado pela tuberculose, deixando os filhos Fernando, de cinco anos, e Jorge, de 5 meses de idade, o qual viria a falecer no ano seguinte, a 2 de Janeiro de 1894, vítima de reação alérgica à vacina da varíola. Era, aquando do falecimento, "primeiro oficial na Secretaria dos Negócios Eclesiásticos e de Justiça", como consta do registo de óbito. 
Está sepultado no Cemitério dos Prazeres, em jazigo particular. A sua mãe apenas viria a falecer em 6 de Setembro de 1907, aos 84 anos, na Rua da Bela Vista à Lapa, 17, primeiro andar, sendo sepultada ao lado do filho.
Dois anos após a sua morte, a mulher casou-se por procuração com o comandante João Miguel dos Santos Rosa, cônsul de Portugal em Durban, numa antiga colónia inglesa da África do Sul. O filho Fernando Pessoa viajou então na companhia da mãe e de um tio para a Colónia do Natal, onde passou parte da infância e a adolescência e onde nasceriam cinco meios-irmãos.[carece de fontes?]